# TKN (singolo)
TKN (abbreviazione fonetica di Tekken) è un singolo della cantante spagnola Rosalía e del rapper statunitense Travis Scott, pubblicato il 28 maggio 2020.

## Pubblicazione
Il 25 maggio 2020 Rosalía ha annunciato la canzone tramite il proprio profilo Instagram, rivelandone nell'occasione anche la copertina. Il giorno successivo la medesima ha comunicato la data d'uscita tramite un post pubblicato sullo stesso social network in cui mostra un'anteprima del videoclip.
Si tratta della seconda collaborazione tra i due artisti dopo Highest in the Room (Remix), singolo di Scott pubblicato nel 2019.

## Video musicale
Il video musicale, reso disponibile in concomitanza con l'uscita del singolo, è stato diretto da Canada. La clip ha trionfato ai Latin Grammy Awards nella categoria di miglior videoclip breve.

## Tracce
Testi e musiche di Rosalía Vila Tobella, Travis Scott, Pablo Díaz-Reixa e DJ Nelson.
1. TKN – 2:09

## Formazione
Musicisti
- Rosalía – voce
- Travis Scott – voce

Produzione
- Rosalía – produzione
- El Guincho – produzione, registrazione
- Sky Rompiendo – produzione
- Tainy – produzione
- Jeremie Inhaber – assistenza all'ingegneria del suono
- Robin Florent – assistenza all'ingegneria del suono
- Scott Desmerais – assistenza all'ingegneria del suono
- Sean Solymar – assistenza all'ingegneria del suono
- Michelle Mancini – mastering
- Chris Galland – missaggio
- Manny Marroquin – missaggio
- Mike Dean – missaggio
- David Rodriguez – registrazione

## Successo commerciale
TKN ha fatto il proprio ingresso alla 66ª posizione della Billboard Hot 100 nella pubblicazione del 13 giugno 2020, regalando a Rosalía la sua prima entrata nella classifica statunitense e a Scott la sua sessantacinquesima. Nella medesima settimana ha venduto 5 000 download digitali ed accumulato 7,3 milioni di stream.
Nella Official Singles Chart britannica ha debuttato alla 73ª posizione con 6 994 unità distribuite durante la sua prima settimana di disponibilità. In Spagna, invece, il singolo ha esordito in vetta alla classifica redatta dalla Productores de Música de España.

## Classifiche

### Classifiche settimanali
| Classifica (2020) | Posizione massima |
| ----------------- | ----------------- |
| Argentina         | 7                 |
| Austria           | 31                |
| Belgio (Fiandre)  | 53                |
| Belgio (Vallonia) | 62                |
| Canada            | 57                |
| Costa Rica        | 16                |
| Estonia           | 31                |
| Francia           | 52                |
| Germania          | 43                |
| Grecia            | 2                 |
| Irlanda           | 43                |
| Italia            | 16                |
| Lituania          | 24                |
| Paesi Bassi       | 20                |
| Portogallo        | 2                 |
| Regno Unito       | 41                |
| Repubblica Ceca   | 8                 |
| Romania           | 98                |
| Slovacchia        | 34                |
| Spagna            | 1                 |
| Stati Uniti       | 66                |
| Svezia            | 86                |
| Svizzera          | 6                 |
| Ungheria          | 35                |

### Classifiche di fine anno
| Classifica (2020) | Posizione |
| ----------------- | --------- |
| Portogallo        | 26        |
| Spagna            | 69        |
| Svizzera          | 67        |